# Josef Puchinger
Josef „Sepp“ Puchinger (* 22. Dezember 1948 in Krems an der Donau; † 7. März 1984 ebenda) war ein österreichischer Ruderer, der im Doppelzweier eine Silbermedaille bei Europameisterschaften gewann.

## Sportliche Karriere
Der 1,89 Meter große Puchinger startete für den Steiner Ruderclub in Krems an der Donau.
Ab 1969 trat Puchinger zusammen mit dem Linzer Manfred Krausbar im Doppelzweier an. Bei den Europameisterschaften 1969 in Klagenfurt gewannen die beiden die Silbermedaille hinter John von Blom und Thomas McKibbon aus den Vereinigten Staaten. 1970 kamen die beiden als Zweite des B-Finales auf den achten Rang bei den Weltmeisterschaften in St. Catharines. Ein Jahr später bei den Europameisterschaften 1971 wurden Krausbar und Puchinger Zehnte im Doppelzweier. Bei den Olympischen Spielen 1972 in München schieden Krausbar und Puchinger in den Hoffnungsläufen aus.
Puchinger war zusammen mit Krausbar von 1968 bis 1971 österreichischer Landesmeister im Doppelzweier. Ab 1972 arbeitete Puchinger als Sportlehrer. Er starb im Alter von 35 Jahren an einem Organversagen.